# 巴楚叛国逃苏集团案
巴楚叛国逃苏集团案，是指文化大革命期间，1968年7月在新疆喀什巴楚县色力布亚镇爆发的一起冤案。

## 经过
1968年7月，色力布亚镇二十大队在清理大队账目时，发现大队有贪污问题，就进行批判斗争，搞逼供信、质问贪污。在刑讯逼供下，大队干部信口胡编，说是为逃往苏联做准备。此后，开始抓“后台”、“抓同伙”、抓“主谋”，造成严重逼供，多人受到牵连。此案引起县革委会重视。县革委会领导亲自出马，坐镇色力布亚镇，大搞逼供。在这种情况下，所谓的“叛国逃苏集团”从色力布亚镇扩大到县城，从巴楚县内涉及到外县，从南疆涉及到北疆，造成社会上人人恐慌，最后连办案人员也都被扯到所谓“逃苏集团”案中，同时又从少数民族职工扯到县、社汉族领导头上。经过2个月的逼供，共抓出所谓“逃苏分子”500多人，严刑逼供造成7人严重致残，6人死亡。这起冤假错案，涉及到县级干部3名、科级干部13名、股级干部23名、一般干部100名、大队干部18名，在社会上产生恶劣影响。
1978年12月5日，巴楚县召开万人大会，公开为“叛国逃苏集团”假案平反。中共喀什地委书记王振文，喀什行署专员依明诺夫参加主持。会后为被迫害致死的7名人员开了追悼会，并对死者家属和被打致残的22人（7人重残）安排了工作，对304名被抓的发了平反证。